# كيني فيليبس
كيني فيليبس (بالإنجليزية: Kenny Phillips)‏ (و. 1986  م) هو لاعب كرة قدم أمريكية، من الولايات المتحدة، ولد في ميامي، يلعب كمُؤمن ‏.

## التعليم
تعلم في Miami Carol City Senior High School ‏.